# Tanegashima (fusil)

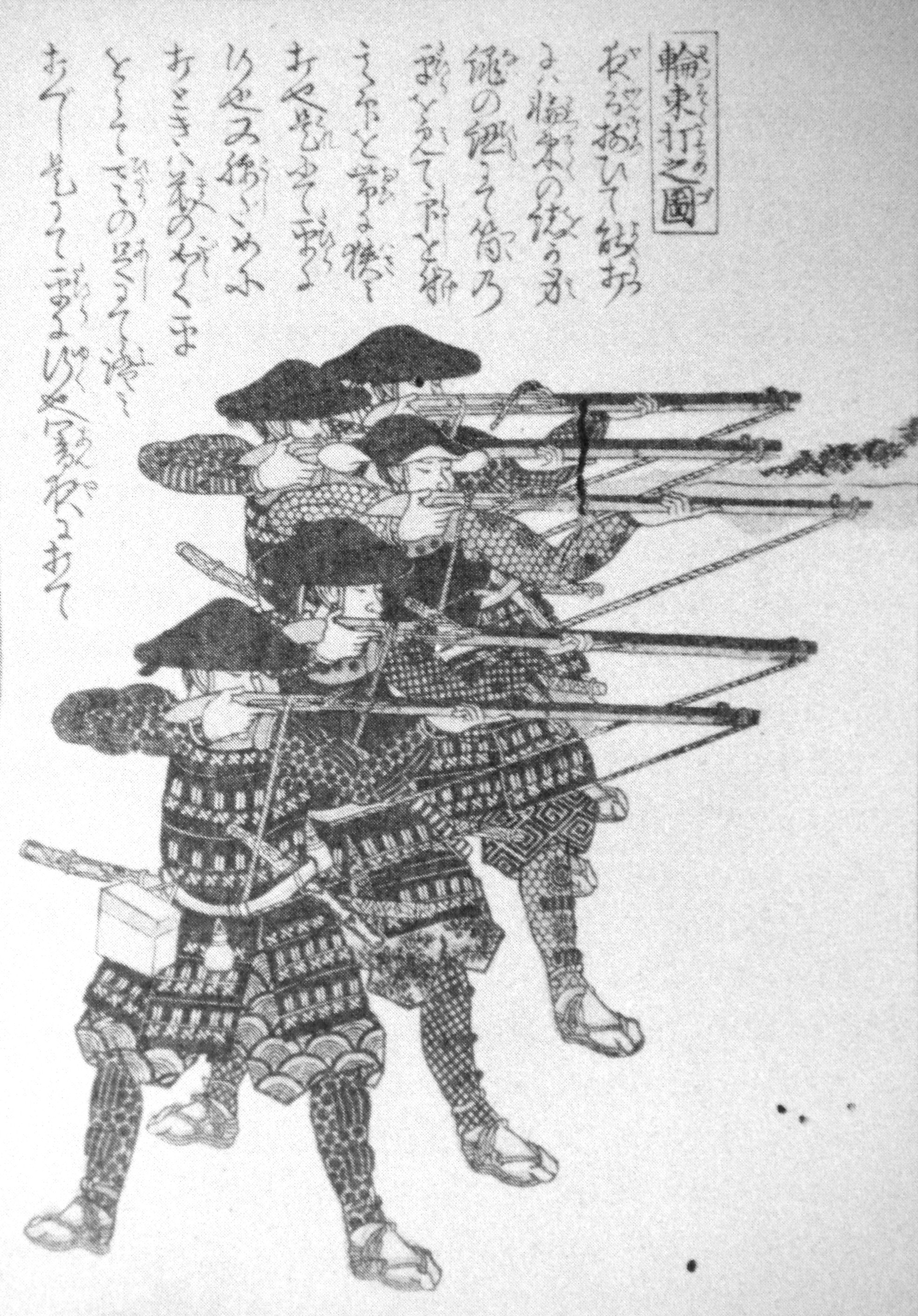
Ashigaru japonais tirant leur Tanegashima. Pratique de tir de nuit, en utilisant des cordes pour maintenir une bonne élévation de tir.

Tanegashima, le plus souvent appelé en japonais et parfois hinawajū, était un type d'arme à feu arquebuse de platine à mèche introduite au Japon par l'Empire portugais en 1543 ,,. Les Tanegashimas ont été utilisés par la classe des samouraïs et leurs "fantassins"  ashigaru, l'introduction des tanegashimas dans la bataille a changé à jamais la façon dont la guerre était menée au Japon.

## Histoire

### Origines
Le tanegashima semble avoir été basé sur des platines à mèche produites dans l'arsenal de Malacca, une colonie du Portugal depuis 1511, appelée istinggar en malais. Le nom tanegashima vient de l'île japonaise de Tanegashima, où une jonque chinoise avec des aventuriers portugais à bord a été poussée à l'ancre par une tempête en 1543. Le seigneur de l'île, Tanegashima Tokitaka (1528–1579), acheta deux mousquets à mèche aux Portugais et mit un forgeron au travail pour copier le canon de la mèche et le mécanisme de tir. Le forgeron, Yaita, n'eut pas beaucoup de problèmes pour copier la plus grande partie de l'arme, mais « percer le canon en hélice pour que la vis (boulon bisen) puisse être fermement insérée » était un problème majeur, car cette « technique n'existait apparemment pas jusque là au Japon. » Les Portugais réparèrent leur navire et quittèrent l'île, et ce n'est que l'année suivante, lorsqu'un forgeron portugais fut amené au Japon, que le problème fut résolu. Dix ans après son introduction, plus de 300 000 tanegashima auraient été fabriqués.

### Période Sengoku

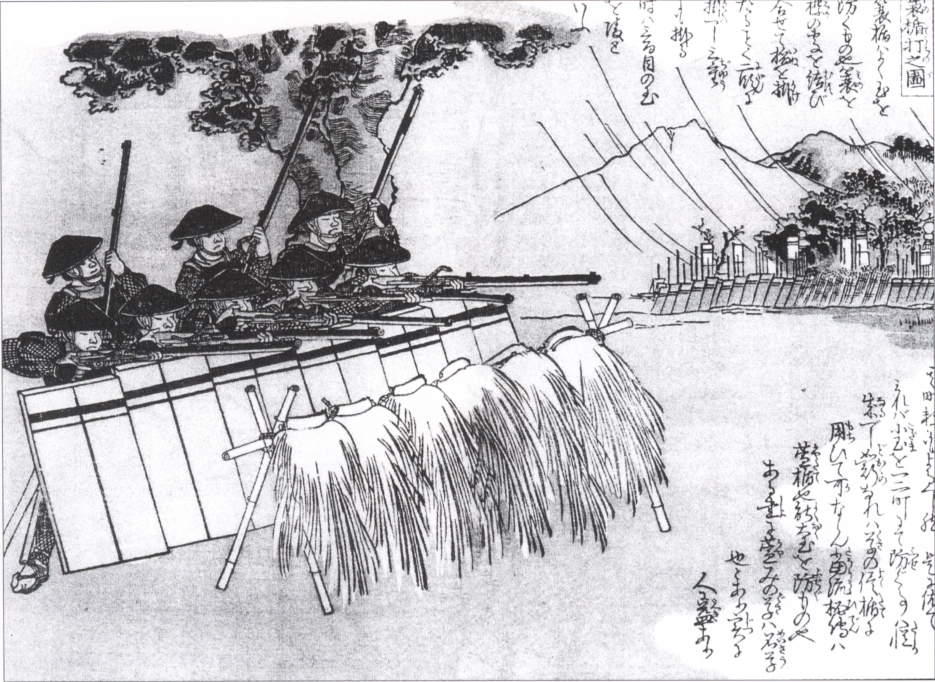
Ashigaru utilisant tanegashima derrière des pavés en bois.

Une grande partie du Japon était impliquée dans des guerres intestines pendant la période Sengoku (1467-1603), alors que les seigneurs féodaux se disputaient la suprématie. Les fusils platine à mèche ont été introduits au milieu de la période et ont été largement utilisés dans les dernières années du conflit, jouant un rôle décisif sur le champ de bataille. En 1549, Oda Nobunaga ordonna la production de 500 armes à feu pour ses armées à un moment où les avantages des armes à feu par rapport aux armes traditionnelles étaient encore en question pour les autres daimyō . Cependant, la nouvelle arme à feu présentait des avantages incontestables en termes de portée par rapport aux arcs traditionnels. De plus, les balles pouvaient pénétrer dans presque toutes les armures et boucliers . Un fonctionnaire du gouvernement Joseon, Joseon Ryu Seong-ryong, a cité:
Lors de l'invasion de 1592, tout a été balayé. En l'espace de quinze jours ou d'un mois, les villes et les forteresses étaient perdues, et tout dans les huit directions s'était effondré. Bien que ce soit [en partie] dû à un siècle de paix et que les gens ne connaissaient pas la guerre que cela se soit produit, c'était vraiment parce que les Japonais avaient l'utilisation de mousquets qui pouvaient atteindre plusieurs centaines de pas, qui ont toujours percé ce qui ils ont frappé, cela est venu comme le vent et la grêle, et avec lesquels les arcs et les flèches ne pouvaient se comparer.
Mais un inconvénient majeur était le prix élevé de chaque mousquet et la longue durée de production. Ryu Seong-ryong:
Cependant, le mousquet est un instrument très complexe et très difficile à produire. Le Jixiao Xinshu [écrit par Qi Jiguang en 1560] dit qu'un mois pour percer le canon est optimal - c'est-à-dire qu'un mousquet prend le travail d'une personne pendant un mois avant d'être prêt à être utilisé. La difficulté et les dépenses sont comme ça. Ces derniers jours, les mousquets utilisés par le superviseur ont tous été des armes japonaises capturées. Il n'y en a pas beaucoup et ils éclatent fréquemment, diminuant de jour en jour.
Les Japonais ont rapidement travaillé sur diverses techniques pour améliorer l'efficacité de leurs armes. Ils ont développé une technique de tir échelonnée pour créer une pluie continue de balles sur l'ennemi . Ils ont également développé des canons et des munitions de plus gros calibre pour augmenter la létalité . Des boîtes de protection en laque ont été inventées pour s'adapter sur le mécanisme de tir afin qu'il puisse encore tirer pendant qu'il pleuvait, comme l'étaient les systèmes pour tirer avec précision des armes la nuit en gardant des angles fixes grâce à des cordes mesurées. Un autre développement serait le hayago, une cartouche en bambou utilisée pour faciliter un rechargement plus rapide. Un tube ouvert aux deux extrémités, le hayago contenait de la poudre à canon, de la ouate et une balle. En déchirant le sceau en papier du tube au fond, un soldat pouvait rapidement l'utiliser pour verser la poudre nécessaire dans son arme avant de le placer sur le canon et d'utiliser son pilon pour charger à la fois la ouate et la balle dans le canon en même temps. Après utilisation, le hayago peut être conservé pour être reconditionné ou jeté.

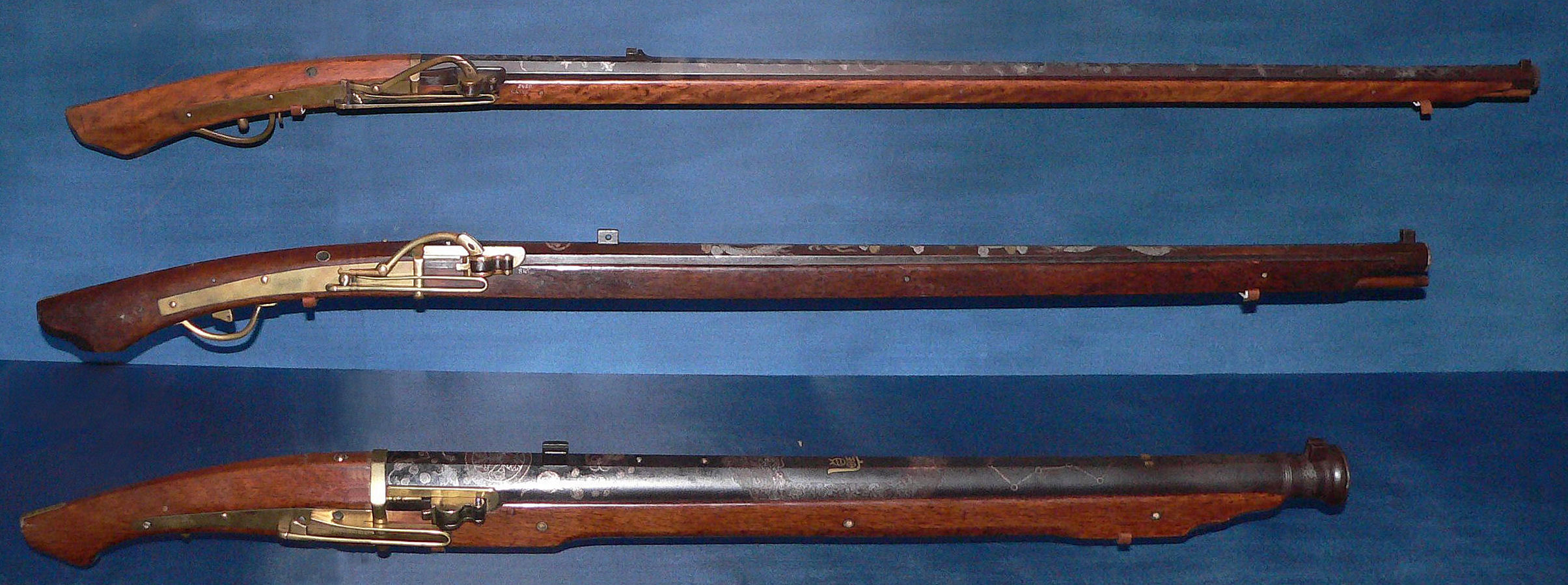
Divers tanegashima antique

En 1563, le clan Amago de la province d'Izumo remporta une victoire sur le clan Kikkawa avec 33 de ses adversaires blessés par tanegashima. En 1567, Takeda Shingen annonça que «par la suite, les canons seront les armes les plus importantes, diminuez donc le nombre de lances par unité et faites porter des fusils à vos hommes les plus capables» . Oda Nobunaga a utilisé le tanegashima lors de la bataille d'Anegawa (1570), et de nouveau contre le puissant clan Takeda lors de la bataille de Nagashino (1575), 3000 artilleurs ont aidé à gagner la bataille, tirant par salves de mille à la fois. Ils étaient dissimulés de l'autre côté d'une rivière et utilisaient des parpaings pour arrêter efficacement les charges d'infanterie et de cavalerie ennemies tout en étant protégés. La défaite du puissant clan Takeda a entraîné des changements permanents dans les tactiques de combat.
Le Japon est devenu si enthousiasmé par les nouvelles armes qu'il a peut-être dépassé tous les pays européens en nombre absolu produit. Le Japon a également utilisé les armes lors de l' invasion japonaise de la Corée en 1592, au cours de laquelle environ un quart de la force d'invasion de 160 000 était des artilleurs . Ils ont eu beaucoup de succès au début et ont réussi à capturer Séoul 18 jours seulement après leur atterrissage à Busan.

### Période Edo

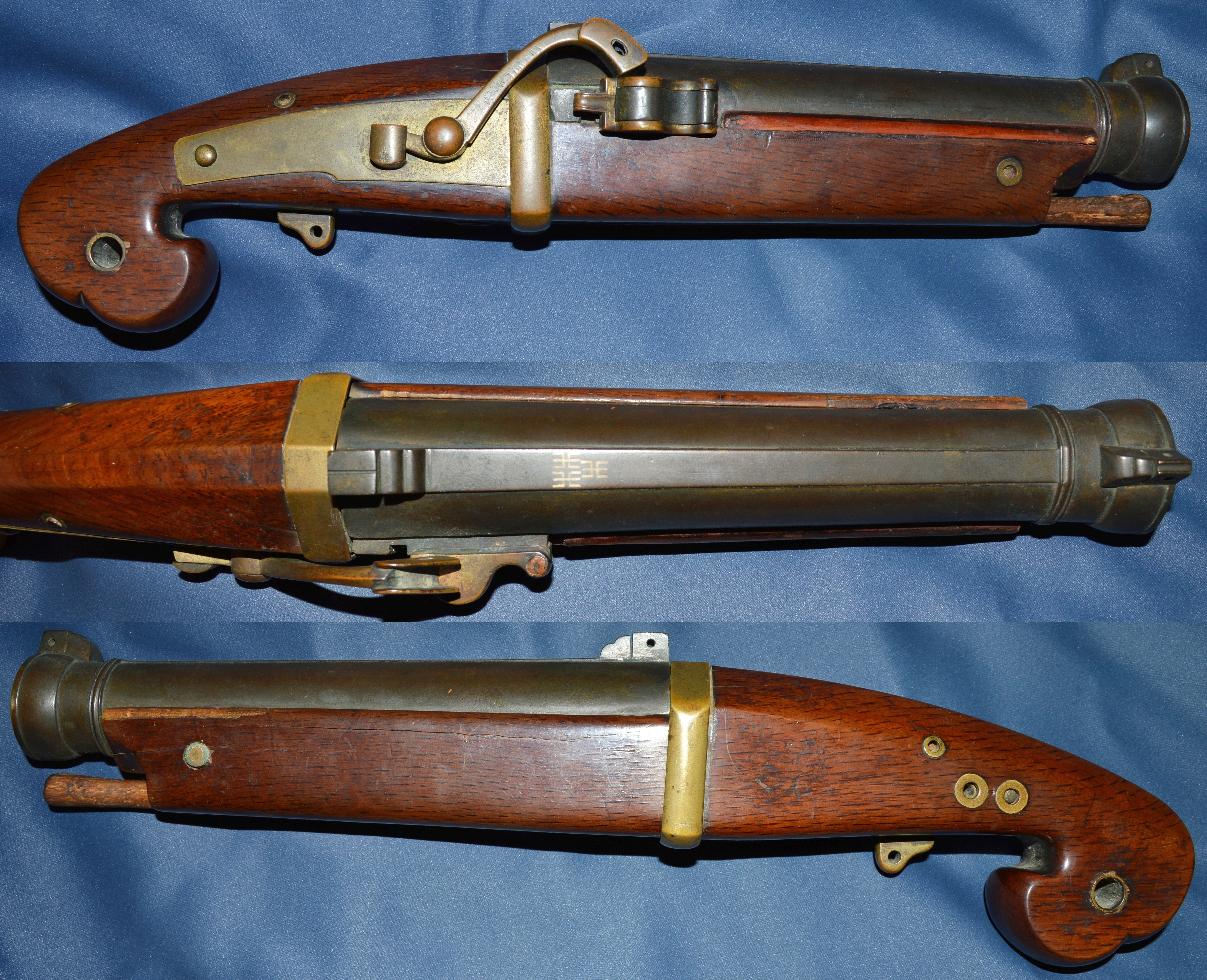
Pistolets antiques tanegashima des samouraïs japonais

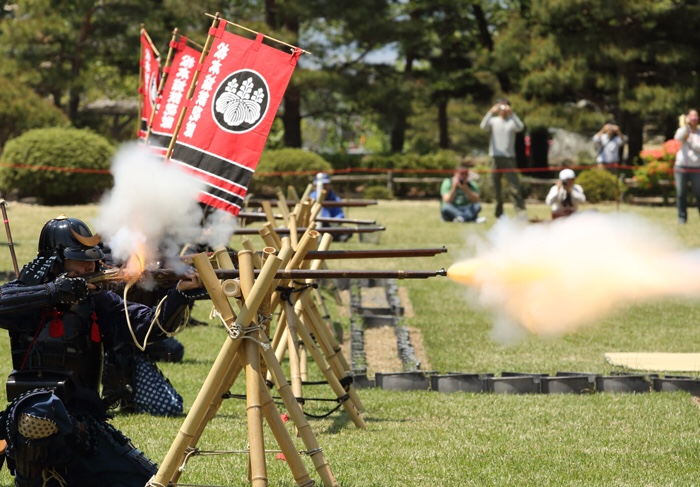
Reconstitution historique au Japon: acteurs modernes montrant l'usage des fusils à mèche Tanegashima

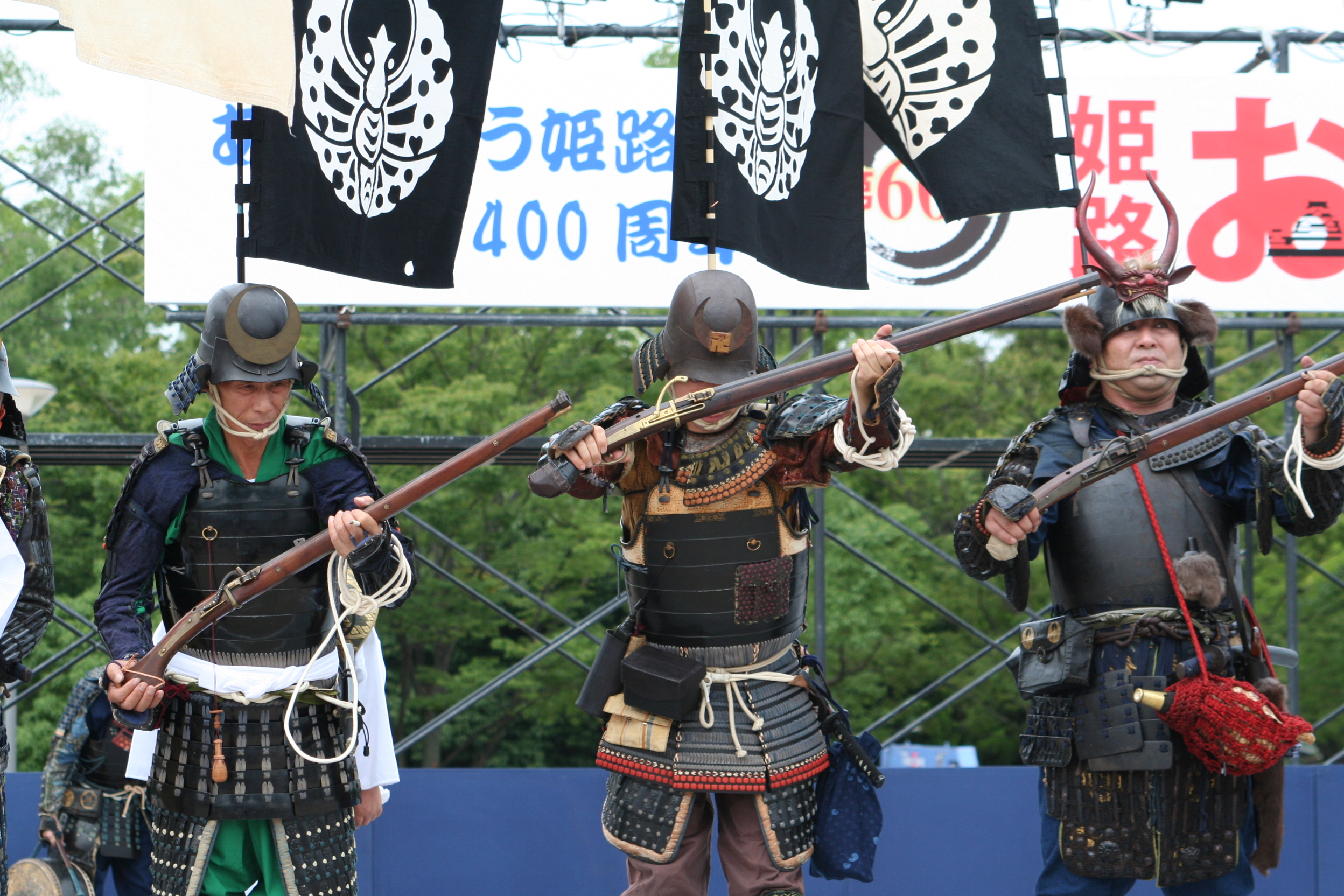
Acteurs avec des tanegashimas au festival du château de Himeji

La guerre interne pour le contrôle du Japon a été remportée par Tokugawa Ieyasu, qui a vaincu ses rivaux à la bataille de Sekigahara en octobre 1600. Trois ans plus tard, il a créé le shogunat Tokugawa, une entité puissante qui maintiendrait la paix, la stabilité et la prospérité au Japon pendant les 250 années suivantes. Ceci est connu comme la période Edo (1603–1868). Dès le milieu du XVIIe siècle, le Japon décide de se fermer à l'interaction avec l'Occident à l'exception de la République néerlandaise à travers sa politique de Sakoku . Contrairement à la croyance populaire, cela n'a pas conduit le Japon à «abandonner l'arme». Si quoi que ce soit, l'arme a été utilisée moins fréquemment parce que la période Edo n'a pas eu beaucoup de conflits à grande échelle dans lesquels une arme à feu serait utile. Souvent, l'épée était simplement l'arme la plus pratique dans les conflits moyens à petite échelle. L'isolement n'a pas éliminé la production d'armes à feu au Japon - au contraire, il y a des preuves d'environ 200 armuriers au Japon à la fin de la période Edo . Mais la vie sociale des armes à feu avait changé: comme l'historien David L. Howell l'a soutenu, pour beaucoup de la société japonaise, l'arme était devenue moins une arme qu'un instrument de ferme pour effrayer les animaux . Sans ennemis extérieurs pendant plus de 200 ans, les tanegashimas étaient principalement utilisés par les samouraïs pour la chasse et la pratique de la cible, la majorité étant reléguée dans les magasins d'armes des daimyōs.
L'arrivée au Japon de la marine américaine dirigée par Matthew C. Perry en 1854 a déclenché une période de réarmement. Le tanegashima était une arme désuète dans les années 1800 et diverses factions de samouraï ont acquis des armes à feu avancées, notamment le fusil minié, les fusils à chargement par la culasse et à répétition. L'ère des samouraïs s'est terminée en 1868 avec les Meiji ; le Japon s'est tourné vers une armée de conscription nationale avec des armes et des uniformes modernes. Certains armuriers ont remplacé leurs tanegashimas de type allumette par des mécanismes à percussion, tout en conservant sa conception de mousquet. La dernière utilisation de l'armure de samouraï et des armes traditionnelles au Japon, y compris le tanegashima, remonte à la rébellion de Satsuma (1877), lorsque la nouvelle armée impériale japonaise du gouvernement Meiji a mis fin aux derniers samouraïs et à leur résistance à la modernisation.

### Utilisation moderne
Aujourd'hui, les tanegashimas sont facilement disponibles auprès des vendeurs d'armes à feu anciennes et des marchands d'antiquités de samouraï au Japon et en Occident. Les troupes de canon tanegashima modernes au Japon reconstituent l'utilisation de tanegashima au combat et les amateurs de poudre noire utilisent des tanegashimas pour s'entraîner à la cible .
 